# 國立花蓮高級商業職業學校
國立花蓮高級商業職業學校（英文：National Hualien Commercial High School），簡稱花蓮高商、花商。位於臺灣省花蓮縣花蓮市。目前設有商業經營科、會計事務科、資料處理科、應用英語科、多媒體設計科、國際貿易科及應用日文科（115學年度開始招生）。

## 校史
- 1953年，成立「花蓮縣立中級商業職業補習學校」。
- 1955年，改制為「花蓮縣立初級商業職業學校」。
- 1958年，增設高級部，改制為「花蓮縣立商業職業學校」。
- 1968年，因應九年國民教育、省辦高中政策，裁撤初級部，改名為「臺灣省立花蓮高級商業職業學校」。
- 2000年，因應精省，改隸教育部，改名為「國立花蓮高級商業職業學校」。
- 2016年，進修學校奉核改制為「進修部」。

## 校訓
敦品勵學，克難創造
- 敦品人文
- 勵學技藝
- 克難挑戰
- 創造思考

## 技術亮點

### 專業師資品質保證
教師團隊榮獲「114年度創新教學團體獎評選」金質獎。

### AI及物聯網競賽表現
於2025年榮獲「人工智慧創新應用競賽」全國第1名金獎。
在「太平洋盃科技教育競賽」中表現優異，歷年獲獎紀錄如下：
- 金牌：2023年
- 銀牌：2024年、2022年
- 銅牌：2024年、2021年

2023年參加「GiCS尋找資安女婕思」競賽，榮獲全國第4名。

### 全國技藝競賽表現
會計資訊組
- 113學年度金手獎全國第1名
- 109學年度金手獎全國第6名
- 110學年度金手獎全國第7名
- 112學年度金手獎全國第10名
- 108學年度優勝全國第12名
- 107學年度優勝全國第22名
- 102學年度優勝全國第22名
- 103學年度優勝全國第36名

商業簡報組
- 110學年度金手獎全國第1名
- 104學年度金手獎全國第3名
- 108學年度優勝全國第18名
- 107學年度優勝全國第17名
- 102學年度優勝全國第33名

程式設計組
- 111學年度金手獎全國第2名
- 102學年度金手獎全國第2名
- 108學年度優勝全國第9名
- 113學年度優勝全國第11名
- 107學年度優勝全國第11名
- 105學年度優勝全國第12名
- 106學年度優勝全國第16名
- 110學年度優勝全國第20名
- 104學年度優勝全國第20名

職場英文組
- 111學年度金手獎全國第2名
- 104學年度優勝全國第18名
- 108學年度優勝全國第21名
- 102學年度優勝全國第23名

文書處理組
- 111學年度優勝全國第13名
- 113學年度優勝全國第18名
- 108學年度優勝全國第22名
- 109學年度優勝全國第23名
- 105學年度優勝全國第23名
- 103學年度優勝全國第21名

網頁設計組
- 104學年度金手獎全國第5名
- 103學年度優勝全國第20名
- 105學年度優勝全國第22名
- 102學年度優勝全國第33名

## 關連項目
- 中華民國技術型高級中等學校列表

## 外部連結
- 國立花蓮高級商業職業學校（页面存档备份，存于）